# Una serata con Cochi & Renato
Una serata con Cochi & Renato è un album dal vivo del duo italiano Cochi & Renato, pubblicato nel 1969 e loro album d'esordio.

## Descrizione
Una serata con Cochi & Renato presenta una registrazione dal vivo effettuata al Derby Club di Milano nel 1969, durante uno spettacolo del duo Cochi e Renato (qui insolitamente nella grafia Cochi & Renato).
Il disco contiene canzoni e sketch già resi celebri dalla partecipazione di Cochi e Renato alle trasmissioni televisive Quelli della domenica (1968) e È domenica, ma senza impegno (1969), entrambi condotti da Paolo Villaggio, compreso La scuola, sketch che vedeva Renato nei panni del maestro squattrinato e Cochi in quelli dell'alunno agiato, reso popolare dalla trasmissione televisiva Quelli della domenica, tanto che la frase "bene, bravo, sette più" divenne un vero e proprio tormentone. Il brano non è stato pubblicato in nessun album del duo, ma compare solamente in una manciata di compilation di artisti vari.
Dell'album esiste una prima edizione, monofonica, pubblicata dalla RCA Milano gestita da Cesare La Loggia nel 1969 in formato LP con numero di catalogo MML 10446 e una ristampa, stereofonica, del 1974 della RCA International con numero di catalogo TCL1 1086, anche in edizione promo, all'indomani del successo televisivo di Cochi e Renato nelle trasmissioni Il poeta e il contadino e Canzonissima. Questa seconda edizione oltre ad avere una copertina completamente diversa, contiene un brano in più: Ufficio facce, già sigla del programma del 1972 Il buono e il cattivo. 
Nello stesso la RCA Milano ha pubblicato anche i due singoli È l'amore/È capitato anche a me e Un pezzo di pane/La domenica, contenenti brani presenti anche in questo album. Questi singoli presentano registrazioni fatte in studio e non dal vivo. 
Il disco non è mai stato pubblicato su CD né è disponibile per lo streaming e il download ufficiale.

## Tracce
LATO A
1. Il portafoglio (tradizionale adattata da Cochi Ponzoni, Renato Pozzetto)
2. A me mi piace il mare (Enzo Jannacci)
3. Il corvo e la volpe (Da una favola di Esopo) (Cochi Ponzoni, Renato Pozzetto)
4. È l'amore (Cochi Ponzoni, Enzo Jannacci, Renato Pozzetto)
5. La lettera (Cochi Ponzoni, Renato Pozzetto)
6. La domenica (Cochi Ponzoni, Enzo Jannacci, Renato Pozzetto)

LATO B
1. Un pezzo di pane (Cochi Ponzoni, Enzo Jannacci, Renato Pozzetto)
2. I libretti (Marcello Marchesi)
3. Povero ragazzo (Duccio Tessari)
4. La scuola (Cochi Ponzoni, Renato Pozzetto)
5. La gallina (Enzo Jannacci)

## Crediti
- Cochi Ponzoni - voce, chitarra
- Renato Pozzetto - voce, chitarra
- Enzo Jannacci - produzione

## Edizioni
- 1969 - Una serata con Cochi & Renato (RCA Milano, MML 10446, LP) - mono
- 1974 - Una serata con Cochi e Renato (RCA, TCL1 1086, LP, promo) - stereo
- 1974 - Una serata con Cochi e Renato (RCA International, TCL1 1086, LP) - stereo